# ظلام مرئي
ظلام مرئي مذكرات الجنون (بالإنجليزية: Darkness Visible: a memoir of madness)‏ هي مذكرات الكاتب الأمريكي وليام ستايرون، وأحد أكثر كتبه تأثيرًا. نشرت للمرة الأولى في عام 1989 على هيئة ندوة حول اضطرابات المزاج، قدمها في بالتيمور برعاية قسم الطب النفسي بكلية الطب في جامعة جون هوبكنز. ثم توسعت إلى مقالة مطولة نشرها تحت هذا العنوان. يقدم الكاتب تجربته ورؤيته حول الاكتئاب، ويربط بين تجربته وتجربة كتاب آخرين عرفهم من ضمنهم الكاتب الفرنسي ألبير كامو. ساهمت مذكرات وليام ستايرون في ذلك الوقت بنشر التوعية حول مرض الاكتئاب. تُرجمت المذكرات إلى اللغة العربية عبر المترجم أنور الشامي، ونشرت من خلال دار الكرمة للنشر 2019.